# Bandiera del Camerun
La bandiera del Camerun è stata adottata nella sua forma presente il 20 maggio 1975, dopo che il Camerun divenne uno stato unitario. La bandiera precedente aveva uno schema di colori simile, ma con due stelle nella parte superiore della banda verde. I colori usati sono i tradizionali colori panafricani, e il disegno a tricolore è ispirato alla bandiera francese. La fascia centrale rossa simboleggia il sangue versato dagli antenati nella guerra per l'indipendenza e la stella viene indicata come "la stella dell'unione". Il giallo simboleggia il sole, ma anche la savana della parte settentrionale del paese, mentre il verde rappresenta le foreste della parte meridionale del Camerun.

## Bandiere storiche

Bandiera del Camerun tedesco (1884-1916)
Bandiera proposta per il Camerun tedesco, ma mai adottata
Bandiera del Camerun francese (1916–1960)
Bandiera del Camerun britannico (1922-1961)
Bandiera del Camerun francese (1957-1960) e della repubblica del Camerun (1960-1961)
Bandiera della Repubblica Federale del Camerun (1961-1975)